# Caracas
Caracas [kaˈɾakas] (offiziell Santiago de León de Caracas) ist die Hauptstadt und größte Stadt Venezuelas. Sie gilt als Kultur- und Wirtschaftszentrum des Landes. Im Deutschen wird der Name häufig entsprechend der hochdeutschen Standardaussprache auf der ersten Silbe betont: [ˈkaʀakas].
Mit 2,1 Millionen Einwohnern im eigentlichen Stadtgebiet und drei Millionen (2013) in der Agglomeration ist Caracas der größte städtische Ballungsraum Venezuelas.
In einer Rangliste der Städte nach ihrer Lebensqualität belegte Caracas im Jahre 2019 den 202. Platz unter 231 untersuchten Städten weltweit.

## Geographie
Caracas liegt im Norden Venezuelas in 760–920 m Höhe im Caracas-Tal, welches zum Küstengebirge (Cordillera de la Costa) Venezuelas gehört. Das Tal ist durch den über 2000 m hohen Ávila-Gebirgszug vom etwa 10 km Luftlinie vom Stadtzentrum entfernten karibischen Meer getrennt. See- und Flughafen von Caracas liegen in den Küstenorten La Guaira und Maiquetía, die über eine 20 km lange, durch Erdbebenaktivitäten gefährdete Autobahn erreichbar sind. Eine der Autobahnbrücken wurde 2006 zerstört, jedoch innerhalb eines Jahres durch einen Neubau an anderer Stelle ersetzt.
Das Klima ist tropisch mit einer mittleren Jahrestemperatur von 22,5 °C und jährlichen Niederschlägen zwischen 900 und 1300 mm.
|                       | Jan  | Feb  | Mär  | Apr  | Mai  | Jun  | Jul  | Aug  | Sep  | Okt  | Nov  | Dez  |   |      |
| Mittl. Tagesmax. (°C) | 25,5 | 26,4 | 27,8 | 28,3 | 27,6 | 26,8 | 26,4 | 27,3 | 27,7 | 27,2 | 26,6 | 25,5 | ⌀ | 26,9 |
| Mittl. Tagesmin. (°C) | 14,8 | 15,0 | 15,7 | 17,1 | 18,2 | 18,0 | 17,4 | 17,4 | 17,4 | 17,3 | 16,7 | 15,9 | ⌀ | 16,7 |
|                       |      |      |      |      |      |      |      |      |      |      |      |      |   |      |
| Niederschlag (mm)     | 22   | 11   | 13   | 33   | 81   | 104  | 103  | 111  | 103  | 110  | 90   | 44   | Σ | 825  |
|                       |      |      |      |      |      |      |      |      |      |      |      |      |   |      |
| Sonnenstunden (h/d)   | 8,0  | 8,6  | 8,7  | 6,8  | 6,8  | 7,0  | 7,6  | 7,9  | 7,7  | 7,7  | 7,6  | 7,2  | ⌀ | 7,6  |
|                       |      |      |      |      |      |      |      |      |      |      |      |      |   |      |
| Regentage (d)         | 4    | 3    | 2    | 4    | 8    | 13   | 13   | 11   | 11   | 11   | 8    | 6    | Σ | 94   |
|                       |      |      |      |      |      |      |      |      |      |      |      |      |   |      |
| Luftfeuchtigkeit (%)  | 78   | 75   | 73   | 75   | 79   | 81   | 81   | 80   | 79   | 81   | 84   | 81   | ⌀ | 78,9 |

| 14,8 |

| 15,0 |

| 15,7 |

| 17,1 |

| 18,2 |

| 18,0 |

| 17,4 |

| 17,4 |

| 17,4 |

| 17,3 |

| 16,7 |

| 15,9 |

| 14,8 |

| 15,0 |

| 15,7 |

| 17,1 |

| 18,2 |

| 18,0 |

| 17,4 |

| 17,4 |

| 17,4 |

| 17,3 |

| 16,7 |

| 15,9 |

## Geschichte

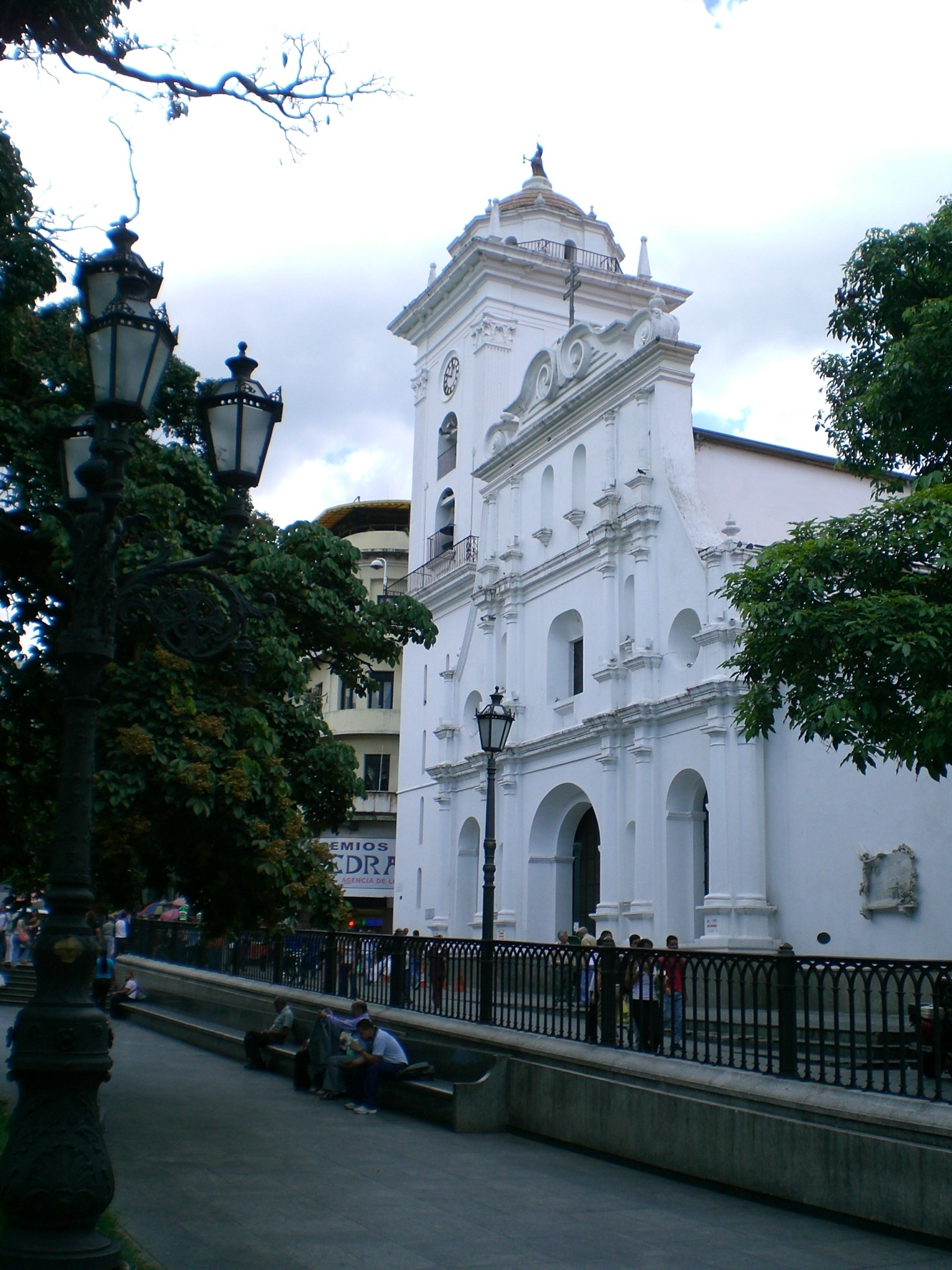
Kathedrale von Caracas

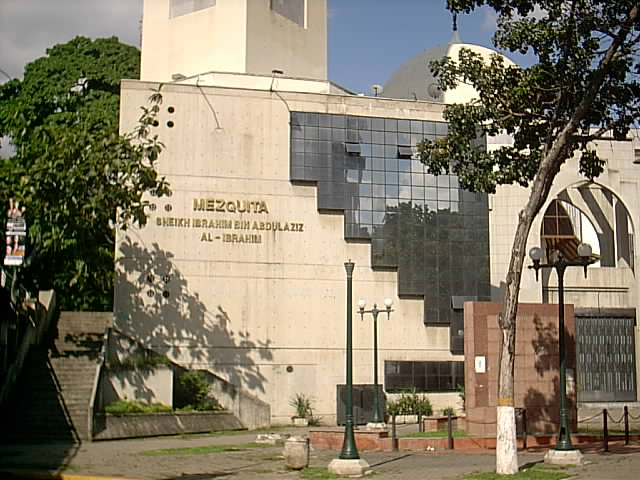
Moschee Ibrahim Al-Ibrahim

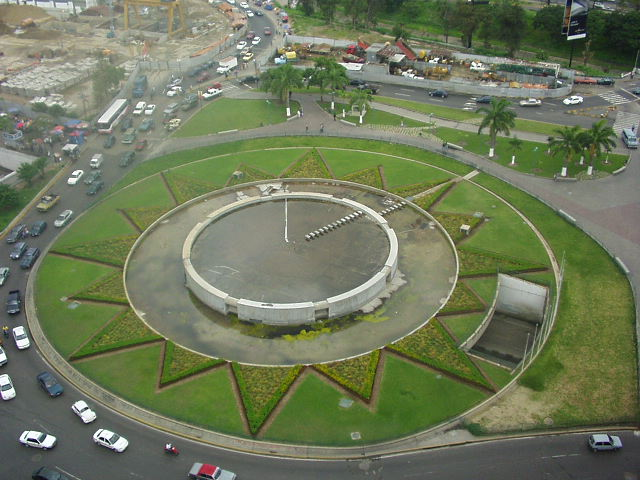
Plaza Venezuela

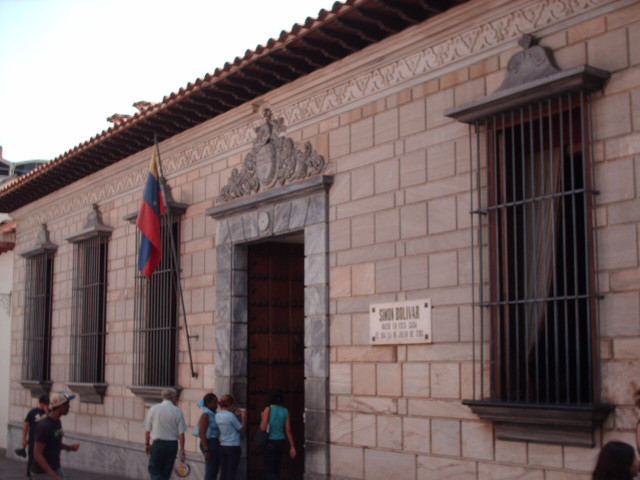
Casa del Libertador (Simón Bolívars Geburtshaus)

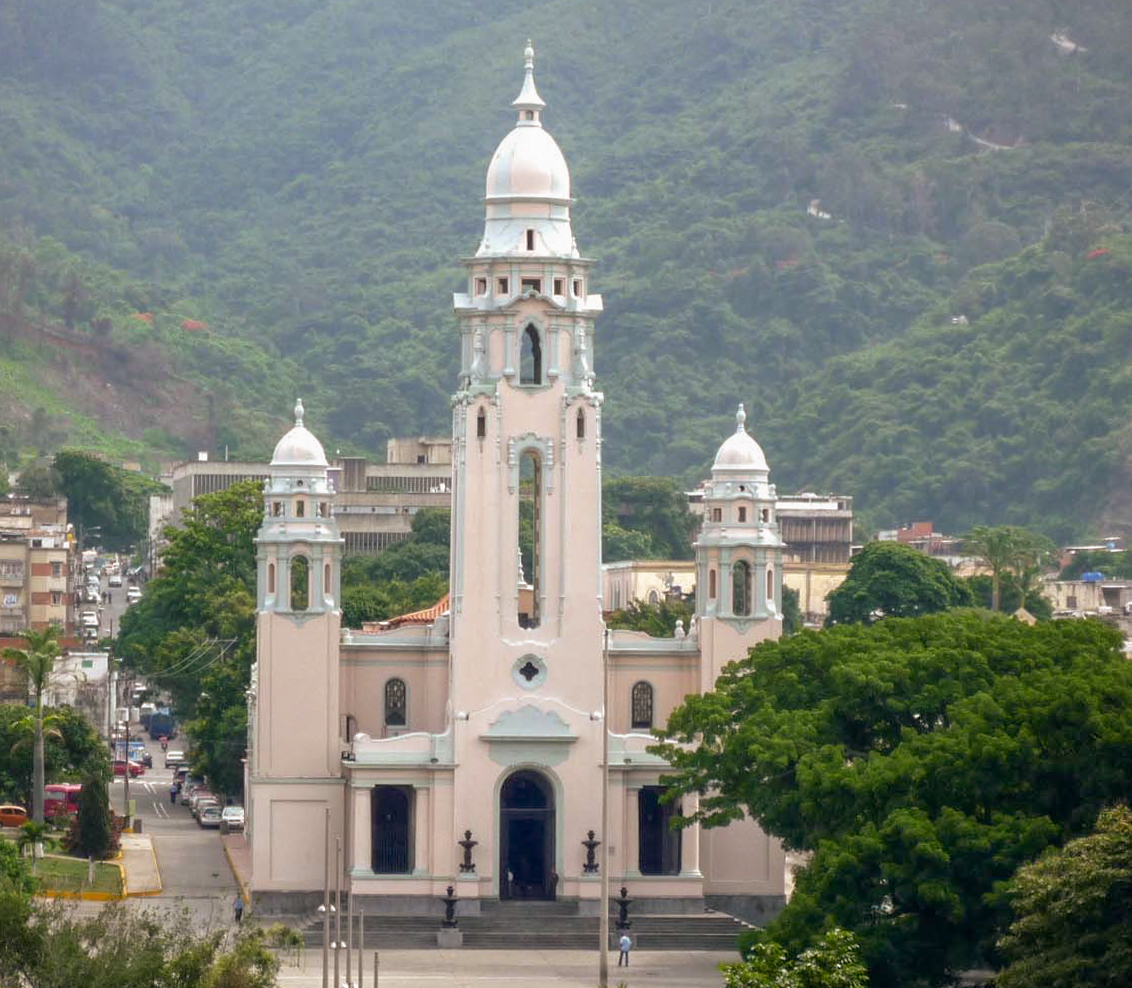
Panteón Nacional de Venezuela

Christoph Kolumbus und seine Begleiter erreichten 1498 als erste Europäer die Küste von Caracas. Dort entstand eine kleine Kolonie, welche Karl V. 1526 als Lehen der Krone von Kastilien dem Handelsherrn Welser zu Augsburg als Entschädigung für eine Anleihe erblich übergab. Die Welser behielten indes die Besitzung nur bis 1546.
Die eigentliche Stadt wurde 1567 vom spanischen Konquistador Diego de Losada unter dem ursprünglichen Namen Santiago de León de Carácas gegründet. Später war Caracas Hauptstadt eines spanischen Generalkapitanats und Sitz des Gouverneurs.
Um 1750 blühte die Stadt durch den zunehmenden Kakaoexport auf.
Im Unabhängigkeitskrieg wurde die Stadt am 29. Juli 1811 und wiederum 1814, nachdem sie durch Simón Bolívars Armee befreit worden war, von Spanien erneut eingenommen. 1821 erfolgte ihre abermalige Befreiung und Caracas war dann bis 1831 Bestandteil der Republik Großkolumbien, bis es am 17. November 1831 die Republik Venezuela zu bilden half, deren Hauptstadt es wurde.
Die Stadt wurde wiederholt von Erdbeben getroffen. Bereits 1755 erlitt sie schwere Beschädigungen. Gänzlich zerstört wurde sie durch ein Beben am 26. März 1812, beschrieben von Alexander von Humboldt; etwa 12.000 Menschen kamen dabei ums Leben. Danach wurde die Stadt regelmäßig wieder aufgebaut, jedoch meist ohne die zerstörten kolonialen Bauten, so dass Caracas nur wenige dieser Zeitzeugen beherbergt. Die Kathedrale, eine fünfschiffige Basilika von 1614 mit einer Fassade von 1710 bis 1713, ist indes erhalten geblieben.
Caracas hatte im Jahr 1873 erst 60.010, im Jahr 1883 aber bereits 70.198 Einwohner. Die Industrie war damals noch nicht sehr entwickelt, allerdings gab es schon zahlreiche Bildungseinrichtungen. Eine 45 km lange Wasserleitung versorgte die Stadt. Bis 1904 stieg die Einwohnerzahl auf 90.000.
Ab 1930 bescherte der Ölrausch der Stadt eine Bevölkerungsexplosion.
Heute ist Caracas eine sehr gefährliche Stadt, die Kriminalitätsraten sind extrem hoch. Mit 120 Morden pro 100.000 Einwohnern jährlich (280-mal so viele wie in Österreich) weist Caracas die relativ zur Einwohnerzahl höchste Mordrate der Welt auf.
Am 1. September 2016 gingen in Caracas etwa eine Million regierungskritische Demonstranten auf die Straße und forderten die Absetzung des sozialistischen Präsidenten Nicolás Maduro. Dabei handelte es sich um die größte politische Kundgebung in Venezuela seit Jahrzehnten.

## Wirtschaft
Caracas ist das Finanz- und Industriezentrum Venezuelas. Seine bedeutendsten Industriezweige sind die Textil-, Leder-, Maschinen-, Automobil- (z. B. MMC Automotriz) und die Metallindustrie. Die chemische Industrie, die Nahrungsmittelindustrie sowie das internationale Netz von Erdölraffinerien von „Petroleos de Venezuela“ (PDVSA) spielen politisch und wirtschaftlich ebenfalls eine wichtige Rolle. Caracas ist Sitz der einzigen Börse des Landes, der Bolsa de Valores de Caracas.
Laut der britischen Wochenzeitschrift The Economist war Caracas 2014 auf Platz 6 der teuersten Städte der Welt.

## Bildungswesen

### Universität
Die 1721 gegründete Zentrale Universität von Venezuela (Universidad Central) ist die größte Universität Venezuelas. Ihr Campus wurde vom Architekten Carlos Raúl Villanueva entworfen und beherbergt in 40 Gebäuden viele zeitgenössische Kunstwerke (u. a. von Alexander Calder, Victor Vasarely, Fernand Léger, Jean Arp und Henri Laurens). Der Universitätscampus wurde im Jahr 2000 durch die UNESCO zum Welterbe erklärt.
Die Universidad Simón Bolívar, die am 18. Juli 1967 gegründet wurde, zählt über 13.000 Studenten. Ihr Campus hat eine Größe von 3.489.000 m².
Die Universidad Santa María ist die erste private Universität Venezuelas. Sie hat ihren Sitz in der Hauptstadt Caracas. Die Hochschule wurde auf Initiative von Lola Fuenmayor per Regierungserlass vom 13. Oktober 1953 gegründet.
Seit 2010 besteht die Universidad Nacional Experimental de la Gran Caracas.

## Verkehr

### Metro
Caracas verfügt über eine U-Bahn (Metro), die 1983 eröffnet wurde und aus vier Linien besteht. Zusätzlich gibt es die oberirdischen Linien von Metrobus (Busgesellschaft, die zusammen mit der U-Bahn arbeitet) sowie ein System von Seilbahnen (Metrocable; s. u.).
Das Metro-Liniennetz ist derzeit 54,1 Kilometer lang und besteht aus vier Linien mit 47 Stationen.
Über mehrere Jahrzehnte waren verschiedene Bahnmodelle als Beispiel und Inspiration für den Bau einer U-Bahn vorgeschlagen worden. Darunter befand sich auch ein Vorschlag, der die Wuppertaler Schwebebahn aufgriff. Die Konstruktion einer Schwebebahn über den wichtigsten Fluss von Caracas, den Rio Guaire, wurde jedoch verworfen.
Mit dem Bau der Metro wurde 1978 begonnen, die Linie 1 nahm 1983 den Betrieb auf einem ersten Streckenabschnitt auf und wurde bis 1989 fertiggestellt. 1987/88 folgte Linie 2, 1994 bis 2010 die Linie 3. Die Linie 4 wurde als Verlängerung der Linie 2 in ihrem aktuellen Streckenabschnitt von 2001 bis 2006 errichtet, eine Verlängerung nach Osten unter dem Namen Linie 5 ist in der Bauphase (Stand: 2016).
Eine Metrolinie verkehrt auch in die  Nachbarstadt Los Teques (Metro Los Teques).

### Seilbahn
Zur Anbindung der in den bergigen Gegenden gelegenen Stadtvierteln an die Metro wurde 2010 die Metrocable Caracas eröffnet. Der weitere Ausbau mit einer Strecke von einem Kilometer verzögerte sich Anfang 2017 durch Venezuelas Zahlungsprobleme; der Hersteller Doppelmayr wollte nur noch gegen Vorkasse liefern.
Des Weiteren besteht seit 2013 eine Standseilbahn (Cabletren Bolivariano) mit drei Stationen.

### Eisenbahn
Es existiert eine zweigleisige Regionaleisenbahnstrecke vom Endbahnhof La Rinconada über Charallave (Stationen Charallave Norte und Charallave Sur) nach Cúa.

### Flughäfen
Der Flughafen Caracas nördlich der Stadt an der Küste in Maiquetía ist über eine etwa 20 km lange Autobahn, die den Ávila-Gebirgszug durchquert, mit dem Stadtzentrum verbunden.

## Persönlichkeiten
1799 bereiste Alexander von Humboldt mit seinem Gefährten Aimé Bonpland Venezuela und besuchte dabei auch Caracas. Die erste dokumentierte Besteigung des 2250 m hohen Gipfels des Ávila wurde von ihnen unternommen. Dies ist heute der beliebteste Naherholungsort der Hauptstädter. Bei guter Sicht lohnt sich ein Ausflug in das riesige Naturschutzgebiet mit dem Teleférico (Seilbahn).
In den 1950er Jahren arbeitete der Schauspieler Bud Spencer bei einer Automobilfabrik in Caracas. 1959 verließ er die Stadt und kehrte nach Rom zurück.

### Söhne und Töchter der Stadt

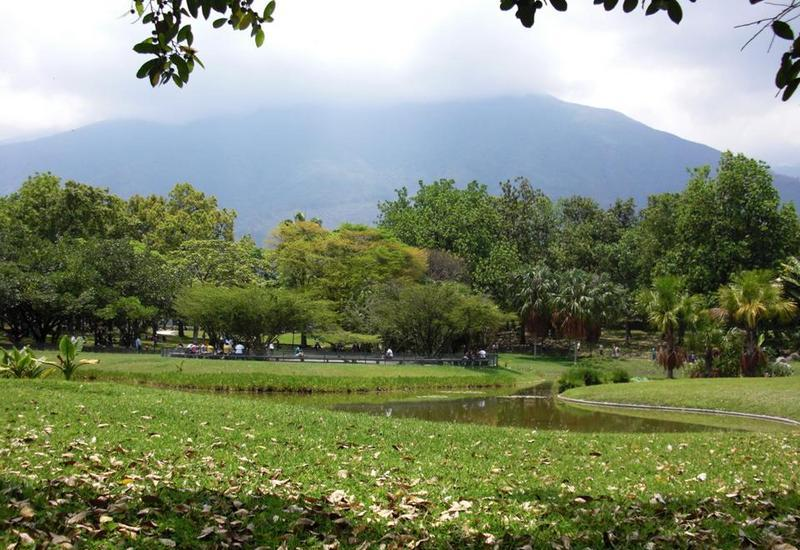
Parque del Este

Zu den Söhnen und Töchtern der Stadt Caracas gehören u. a. der Staatspräsident Venezuelas seit 2013 Nicolás Maduro (* 1962), Unabhängigkeitskämpfer Simón Bolívar (1783–1830), Schauspielerin Majandra Delfino (* 1981), Philosoph Andrés Bello (1781–1865), Tennisspielerin Garbiñe Muguruza (* 1993) und Miss Universe 2008, Dayana Mendoza (* 1986).

### Personen mit Bezug zur Stadt
- Albert Fessler (1908–1978), deutscher Kunstmaler und Kunstpädagoge
- Luisa Richter (1928–2015), deutsche Malerin
- Aldo Lagrutta (* 1962), venezolanischer Gitarrist italienischer Herkunft
- Antonio Ledezma (* 1955), Politiker und 2008–2015 Bürgermeister von Caracas
- Raúl Baduel (1955–2021), Politiker und Militär

## Museen und Theater

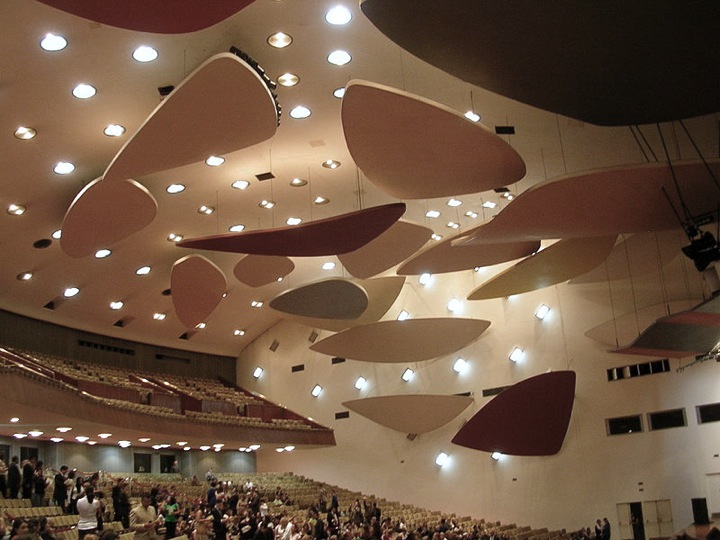
Aula Magna der Zentralen Universität von Venezuela

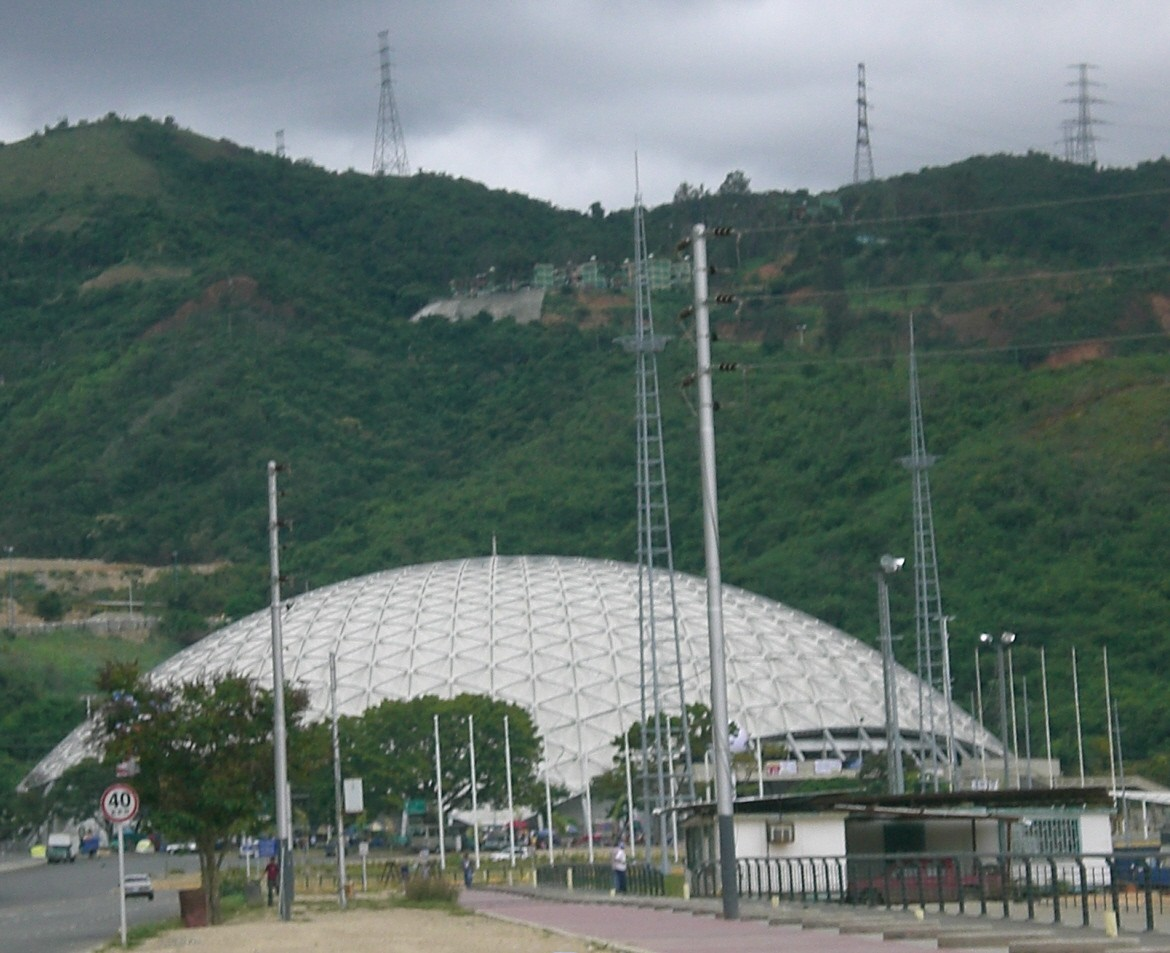
Poliedro de Caracas

- Museo del Transporte Guillermo José Schael
- Museo del Teclado
- Museo Sacro de Caracas
- Museo de los Niños
- Museo de Ciencias Naturales
- Museo Histórico Militar
- Cinemateca Nacional
- Museo de Arte Colonial: Quinta de Anauco
- Galería de Arte Nacional
- Museo de Arte Contemporáneo de Caracas (MACC)
- Museo Jacobo Borges
- Museo de Bellas Artes
- Museo Alejandro Otero
- Museo Arturo Michelena
- Museo Audiovisual
- Museo de la Estampa y el Diseño Carlos Cruz-Diez
- Museo de Arte Popular de Petare
- Museo Alejandro Otero
- Galería Contini
- Centro de Arte La Estancia
- Cuadra Bolivariana
  - Casa natal del Libertador Simón Bolívar
  - Museo Bolivariano
- Complejo Cultural Teresa Carreño
- Teatro Municipal
- Aula Magna (Zentrale Universität von Venezuela)
- Teatro Nacional
- Centro de Estudios Latinoamericanos Rómulo Gallegos (CELARG)
- Poliedro de Caracas

## Sehenswürdigkeiten
- Im Gebirge, direkt an die Hauptstadt grenzend, befindet sich der Nationalpark El Ávila.